# Бухурук
Бухуру́к (якут. Бухурук) — река в России, левый приток Омолоя. Протекает по территории  Эвено-Бытантайского улуса Якутии. Длина реки составляет 91 км (от истока Амкынды — 136 км). Площадь водосборного бассейна равняется 1970 км².
Река образуется путём слияния рек Амкында и Кыс-Хадары на склонах хребта Орулган в системе Верхоянского хребта на высоте более 631 м над уровнем моря. Течёт преимущественно в восточном направлении, сначала в широкой межгорной долине. затем протекает по лесотундре. Для реки характерны перекаты, шиверы и осерёдки. Встречаются наледи. Впадает в Омолой по левому берегу на отметке менее 433 м над уровнем моря, в 502 км от устья Омолоя. Перед устьем разделяется на многочисленные рукава, ширина реки в низовьях составляет 42 м при глубине 1 м; скорость течения — 1,7 м/с. Населённые пункты на реке отсутствуют.

## Основные притоки
Указаны поименованные притоки длиной 30 км и более
| Название | Расстояние от устья | Длина | Положение |
| -------- | ------------------- | ----- | --------- |
| Тирехтях | 51                  | 42    | правый    |
| Амкында  | 91                  | 47    | правый    |

## Данные водного реестра
По данным государственного водного реестра России и геоинформационной системы водохозяйственного районирования территории РФ, подготовленной Федеральным агентством водных ресурсов:
- Бассейновый округ — Ленский;
- Речной бассейн — Яна;
- Речной подбассейн — Яна ниже впадения Адычи;
- Водохозяйственный участок — Реки бассейна моря Лаптевых от границы бассейна реки Лены на западе до границы бассейна реки Яна на востоке;
- Код водного объекта — 18040300312117700001858.